# 武定侯
武定侯，明朝时期的世袭侯爵。洪武十七年（1384年）郭英以平云南之功被封为开国辅运推诚宣力武臣、柱国、武定侯，食禄二千五百石，赐诰券，子孙世世承袭。
永乐年间，武定侯爵位停袭。永乐末年，由郭英庶次子郭铭之子郭玹承袭。宣德十年（1435年），郭英庶长子郭镇妻永嘉公主开始为子郭珍争袭武定侯爵位。多年之后，由郭珍子郭昌承袭。后郭氏家族成员之间有多次武定侯袭爵之争。弘治十五年（1502年），郭英五世孙郭良成功袭爵后，武定侯袭爵之争结束:23。爵位由郭良子孙传至明朝灭亡。

## 永乐停袭
郭英元配马氏无子，有庶子十二人。妾室何氏生庶长子郭镇，尚明太祖之女永嘉公主，建文元年（1399年）逝世。留下他与永嘉公主的幼子郭珍。郭英另一位妾室严氏生庶次子郭铭、郭镛。郭铭有两子两女。靖难之役中，泗州将领向明成祖投降，郭铭自杀殉主:57。
靖难之役结束后的永乐元年（1403年），郭英逝世。长房长孙郭珍此时仅11岁，尚未到承袭武定侯爵位的年龄:55。日后，明成祖亦未准郭英子孙承袭爵位。故郭良称武定侯爵位“本在永乐间以事停袭”。有学者认为，这是明成祖对郭英在靖难之役中抵抗自己难以释怀之故:57。

## 郭玹袭爵
永乐年间，郭铭的长女成为此时尚为太子的明仁宗的妾室。永乐二十二年（1424年）八月，明仁宗登基。十月，册封皇后和妃嫔。郭铭长女受封为贵妃。十一月，张皇后和郭贵妃家族同样因“戚恩”之故受到封赏。明仁宗追封郭贵妃逝世的父亲郭铭为武定侯，郭贵妃二弟郭玹袭封武定侯，郭英妾室、郭贵妃祖母严氏获封营国公夫人:58，60。
《明实录》记载、郭良上奏，郭铭一房越过郭英庶长子郭镇一房袭爵是因郭贵妃的缘故。明末何乔远在《名山藏·卷四十一》郭英传中，有郭珍因“风痺不能侯，珍弟玹借侯一辈”之说。当代研究者黄阿明认为，因郭贵妃之故，使其弟郭玹获得武定侯爵位的说法实是“惯性思维的影响”。黄阿明指郭玹获封武定侯，实因郭贵妃带来的“戚恩”之故。若明仁宗当时另拟新爵号，则不会有家族争夺爵位的纷争。而何乔远的“借侯一辈”的说法也是“荒诞和肤浅”的:59—61。

## 多次袭爵之争

### 宣德至天顺年间
宣德十年（1434年），明宣宗逝世。永嘉公主与郭玹展开爵位继承权的争夺。她以“勋旧之义”向新帝明英宗请求，让其子郭珍承袭武定侯爵位。开启郭氏家族袭爵之争的拉据战。正统元年（1436年），明英宗曾回复公主，指“所喻武定侯郭玹之事，皆先朝时所为。”规劝公主“以大义训珍，令守礼法。若执迷不悛，祖宗之法具在，朕不敢私”:60。一般认为，该处理意见来自当时的內閣阁臣三杨:20。亦有当代研究者认为，由于事关皇族姻亲，可能出于与郭贵妃同为宣宗后妃的太皇太后张氏:60—61。
正统十二年（1447年）七月十六日，郭玹在宣府去世。永嘉公主再度与郭玹之子郭聪展开爵位继承权的争夺，请求让儿子郭珍袭爵。郭珍逝世后，以张辅为首的大臣支持郭聪袭爵。但明英宗仅赐给郭聪官职，未允许任何一人袭爵:20。
景泰八年（1457年）正月，明英宗发起奪門之變，重祚，改元天顺。当时，有多位长期停袭或降等的侯爵恢复爵位。在此背景下，郭珍之子郭昌承袭武定侯。当代研究者认为，这是明英宗为巩固地位收买人心的举措。郭聪的反对意见，被左军都督府和都察院拒绝。天顺三年（1459年）夏四月，郭昌的弟弟郭昭为承袭爵位，贿赂驸马赵辉、崇信侯费钊诬告郭昌不孝。郭昌入锦衣卫牢狱。郭昌妻子曳氏和妾室许氏抱着幼子郭良在狱中接受审问。郭昌在出狱后不久的天顺五年（1461年）二月逝世:21—22。

### 成化至弘治年间
郭昌在天顺五年（1461年）逝世后，妻子曳氏请求明廷让年仅八岁的庶子郭良承袭武定侯。明廷要求郭良“出幼”后再承袭爵位，并每月给米二石。成化四年（1468年），已“出幼”的郭良要求承袭爵位。郭玹之子郭聪又称郭良为郭昌奸生子、无资格袭爵，开始新的武定侯袭爵争夺。明宪宗判决“即争袭不明，郭良只着做指挥锦衣卫指挥佥事。”成化九年（1473年）十二月，明廷拒绝郭良袭爵要求。后，郭良因多次要求袭爵，被下狱，又与郭聪对质。在尹旻等大臣建议下，明宪宗下诏剥夺郭氏家族的武定侯袭爵权:22。
弘治元年（1488年）十二月，郭良再度上奏要求袭爵，被革职。后因要求袭爵，被刑部拿问。弘治五年（1492年），郭良参加武举后，重新成为锦衣卫指挥佥事。同一时期，郭氏家族的郭崟、郭龄、郭谧等人纷纷要求袭爵。弘治十五年（1502年），廷议后，允许郭良袭爵。郭良成功袭爵后，标志着武定侯袭爵之争结束:22—23。

## 历代武定侯
- 第一代：郭英，（1384年—1403年在位），永乐元年卒，赠营国公，谥威襄。
- 第二代：郭铭，永乐二十二年（1424年）十一月，追封武定侯。
- 第三代：郭玹，（1424年—1447年在位），永乐二十二年（1424年）十一月袭。
- 第四代：郭昌，（1459年—？在位），天顺三年（1459年）五月袭。
- 第五代：郭良，（1502年—1506年在位），弘治十五年（1502年）四月袭。
- 第六代：郭勋，（1508年—1541年在位），正德三年（1508年）三月袭，后进爵翊国公。后因罪被剥夺诰券。
- 第七代：郭守乾，（1550年—1560年在位），嘉靖二十九年（1550年）三月袭。
- 第八代：郭大诚，（1565年—？在位），嘉靖四十四年（1565年）三月袭。
- 第九代：郭应麒，（1617年—？在位），万历四十五年（1617年）二月袭。
- 第十代：郭培民，（1628年—？在位），崇祯元年（1628年）袭，崇祯末年，死于义军。